# Mycosphaerella osmundicola
Mycosphaerella osmundicola är en svampart som tillhör divisionen sporsäcksvampar, och som först beskrevs av Wilhelm Kirschstein, och fick sitt nu gällande namn av Michel Morelet. Mycosphaerella osmundicola ingår i släktet Mycosphaerella, och familjen Mycosphaerellaceae. Arten är reproducerande i Sverige.